# Tramea limbata
Tramea limbata е вид водно конче от семейство Libellulidae. Видът не е застрашен от изчезване.

## Разпространение и местообитание
Разпространен е в Ботсвана, Гамбия, Гана, Гвинея, Гвинея-Бисау, Демократична република Конго, Етиопия, Замбия, Зимбабве, Йемен (Сокотра и Южен Йемен), Индия, Кабо Верде, Камерун, Кения, Коморски острови, Кот д'Ивоар, Либерия, Мавритания, Мавриций, Мадагаскар, Майот, Мали, Мозамбик, Непал, Нигер, Оман, Реюнион, Сао Томе и Принсипи (Сао Томе), Свазиленд, Сейшели, Сенегал, Сиера Леоне, Сомалия, Танзания, Уганда, Френска Полинезия, Шри Ланка и Южна Африка (Гаутенг, Западен Кейп, Източен Кейп, Квазулу-Натал, Лимпопо и Мпумаланга). Временно е пребиваващ в Намибия.
Обитава гористи местности, градини, крайбрежия, плажове, езера, блата, мочурища и тресавища.